# Cezanjevci
Cezanjevci – wieś w Słowenii, w gminie Ljutomer. W 2018 roku liczyła 236 mieszkańców.